# Bulbophyllum longibracteatum
Bulbophyllum longibracteatum är en orkidéart som beskrevs av Gunnar Seidenfaden. Bulbophyllum longibracteatum ingår i släktet Bulbophyllum och familjen orkidéer. Inga underarter finns listade i Catalogue of Life.